# 皮瑟勒
皮瑟勒（法語：Puceul，法語發音：[pysœl] ⓘ）是法国大西洋卢瓦尔省的一个市镇，位于该省北部，属于沙托布里扬-昂斯尼区。

## 地理
皮瑟勒（47°31'19"N, 1°37'1"W）面积20.09 平方千米，位于法国卢瓦尔河地区大区大西洋卢瓦尔省，该省份为法国西北部沿海省份，位于布列塔尼半岛东南部，北起伊勒-维莱讷省，西北接莫尔比昂省，西临大西洋，南至旺代省，东临曼恩-卢瓦尔省。
与皮瑟勒接壤的市镇（或旧市镇、城区）包括：阿巴雷、诺宰、萨夫雷、拉舍瓦勒赖、拉格里戈奈。
皮瑟勒的时区为UTC+01:00、UTC+02:00（夏令时）。

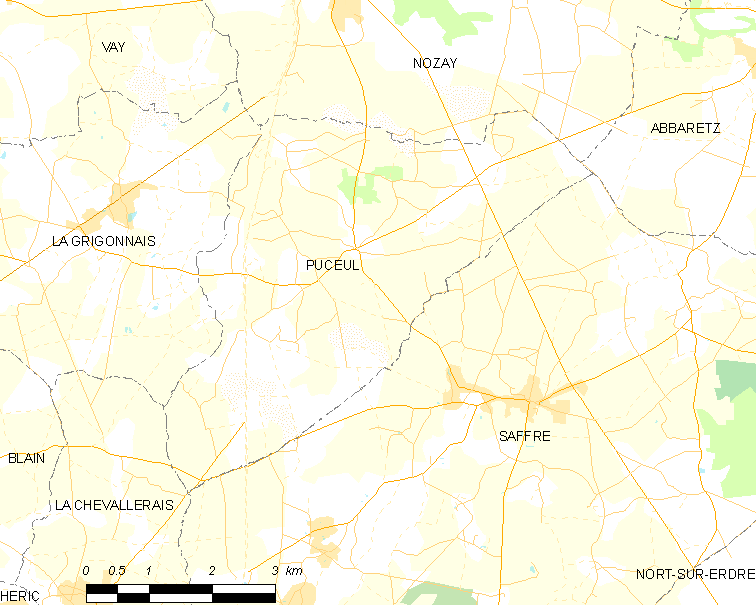
皮瑟勒的OSM定位图

## 行政
皮瑟勒的邮政编码为44390，INSEE市镇编码为44138。

## 政治
皮瑟勒所属的省级选区为盖姆内庞福县。

## 交通
法国国道N137线（高等级公路）经过境内西部并设出入口；大西洋卢瓦尔省省道D35线和D39线在镇中心交汇，D121线经过境内东部。

## 人口

1962-2008年间皮瑟勒人口变化图示

皮瑟勒于2022年1月1日时的人口数量为1124人。